# Manchester United Football Club 1971-1972
Questa voce raccoglie le informazioni riguardanti il Manchester United Football Club nelle competizioni ufficiali della stagione 1971-1972.

## Stagione
Nel corso del precampionato Matt Busby riprese il ruolo di direttore generale della squadra, scegliendo come suo successore l'allenatore del Leicester City Frank O'Farrell dopo aver vagliato alcuni nomi noti come Don Revie o Jock Stein. Sebbene eliminato a novembre dalla coppa di Lega, il Manchester United ebbe un buon inizio in campionato che lo portò ad assumere il comando della classifica in solitaria ad ottobre per poi mantenerlo guadagnando un cospicuo vantaggio sulle inseguitrici. Decisive furono, in quel frangente, le prestazioni di alcuni giocatori della vecchia guardia come Bobby Charlton, Law e Best.
Con l'inizio del nuovo anno il rendimento degli attaccanti (e in particolare quello di Best, allontanatosi dalla squadra per trascorrere una settimana con l'allora Miss Gran Bretagna Carolyn Moore) calò e i Red Devils accusarono una brusca frenata, perdendo sette partite consecutive (divenute otto seguendo l'ordine ufficiale degli incontri) e precipitando fino al decimo posto. Già accusato da parte dello spogliatoio di una conduzione tecnica inconsistente, O'Farrell tentò di risistemare la squadra acquistando il capitano dell'Aberdeen e Martin Buchan e l'attaccante Ian Storey-Moore: nonostante le buone prestazioni dei nuovi acquisti, per il terzo anno consecutivo i Red Devils non riuscirono ad andare oltre l'ottavo posto.
In FA Cup i Red Devils giunsero fino ai quarti di finale superando gran parte dei turni rigiocando gli incontri conclusisi in parità. Opposto allo Stoke City, lo United dovette anche in questo caso disputare una ripetizione, perdendo ai supplementari.

## Maglie e sponsor
Il fornitore tecnico della stagione 1971-1972 è Umbro. Le divise subiscono importanti cambiamenti con la sostituzione del vecchio girocollo con un colletto a polo, la reintroduzione dei calzettoni neri bordati di rosso e bianco, nonché l'avvento di una nuova terza divisa di colore giallo e blu.
| Casa | Trasferta | Terza |

## Rosa
| N. |                        | Ruolo | Calciatore       |
| -- | ---------------------- | ----- | ---------------- |
|    | Inghilterra (bandiera) | P     | John Connaughton |
|    | Inghilterra (bandiera) | P     | Alex Stepney     |
|    | Scozia (bandiera)      | D     | Martin Buchan    |
|    | Scozia (bandiera)      | D     | Francis Burns    |
|    | Irlanda (bandiera)     | D     | Tony Dunne       |
|    | Inghilterra (bandiera) | D     | Paul Edwards     |
|    | Inghilterra (bandiera) | D     | Steven James     |
|    | Inghilterra (bandiera) | D     | Tommy O'Neill    |
|    | Inghilterra (bandiera) | D     | David Sadler     |
|    | Inghilterra (bandiera) | D     | Tony Young       |
|    | Inghilterra (bandiera) | A     | John Aston       |

| N. |                             | Ruolo | Calciatore       |
| -- | --------------------------- | ----- | ---------------- |
|    | Irlanda del Nord (bandiera) | C     | George Best      |
|    | Inghilterra (bandiera)      | C     | Bobby Charlton   |
|    | Scozia (bandiera)           | C     | John Fitzpartick |
|    | Irlanda del Nord (bandiera) | C     | Sammy McIlroy    |
|    | Scozia (bandiera)           | C     | Willie Morgan    |
|    | Italia (bandiera)           | C     | Carlo Sartori    |
|    | Inghilterra (bandiera)      | A     | Alan Gowling     |
|    | Inghilterra (bandiera)      | A     | Brian Kidd       |
|    | Scozia (bandiera)           | A     | Denis Law        |
|    | Inghilterra (bandiera)      | A     | Ian Storey-Moore |

## Statistiche

### Andamento in campionato
Luogo, risultato e posizione seguono l'ordine ufficiale delle giornate.
| Giornata  | 1 | 2 | 3 | 4 | 5 | 6 | 7 | 8 | 9 | 10 | 11 | 12 | 13 | 14 | 15 | 16 | 17 | 18 | 19 | 20 | 21 | 22 | 23 | 24 | 25 | 26 | 27 | 28 | 29 | 30 | 31 | 32 | 33 | 34 | 35 | 36 | 37 | 38 | 39 | 40 | 41 | 42 |
| --------- | - | - | - | - | - | - | - | - | - | -- | -- | -- | -- | -- | -- | -- | -- | -- | -- | -- | -- | -- | -- | -- | -- | -- | -- | -- | -- | -- | -- | -- | -- | -- | -- | -- | -- | -- | -- | -- | -- | -- |
| Luogo     | T | T | C | C | T | T | C | T | C | T  | C  | T  | C  | T  | C  | T  | C  | C  | T  | C  | T  | T  | C  | T  | C  | C  | T  | C  | T  | C  | T  | C  | T  | C  | C  | T  | T  | C  | T  | C  | T  | C  |
| Risultato | N | V | V | V | N | P | V | V | V | N  | V  | V  | V  | V  | P  | N  | V  | V  | V  | V  | N  | N  | N  | P  | P  | P  | P  | P  | P  | P  | P  | V  | P  | N  | V  | V  | N  | P  | P  | V  | N  | V  |
| Posizione | 9 | 7 | 3 | 2 | 2 | 2 | 4 | 3 | 2 | 2  | 2  | 1  | 1  | 1  | 1  | 1  | 1  | 1  | 1  | 1  | 1  | 1  | 1  | 1  | 1  | 3  | 4  | 5  | 7  | 8  | 10 | 9  | 10 | 9  | 8  | 8  | 8  | 9  | 9  | 9  | 9  | 8  |

Fonte:  Premier League 1971/1972 » Schedule, su worldfootball.net.
Legenda:

Luogo: C = Casa; T = Trasferta. Risultato: V = Vittoria; N = Pareggio; P = Sconfitta.